# A Primeira Noite de um Homem (peça)
A Primeira Noite de Um Homem é uma adaptação de Miguel Falabella do romance de Charles Webb.
Na pele de Benjamin, que Dustin Hoffman interpretou no cinema, esteve Armando Babaioff.

## Elenco
- Armando Babaioff .... Benjamin Braddock
- Vera Fischer .... Sra. Robinson
- Rafaela Fischer .... Elaine Robinson
- Perry Salles .... Mr. Robinson

## Sinopse
Conta a história de um triângulo amoroso formado pelo jovem e virgem Benjamin Braddock, um rapaz recém saído da faculdade e que não sabe o que fazer da sua vida; sua namorada Elaine; e a mãe dela, Mrs. Robinson.

## Curiosidades
- O ator Armando Babaioff ganhou o papel de protagonista dessa peça após concorrer com 300 candidatos.
- Tal qual na vida real, Vera Fischer e Perry Salles interpretam os pais da personagem de Rafaela Fischer.